# Торнаторе, Джузеппе
Джузе́ппе Торнато́ре (итал. Giuseppe Tornatore; род. 27 мая 1956, Багерия, Сицилия, Италия) — итальянский кинорежиссёр, сценарист, продюсер и монтажёр, известный не только как создатель поэтических фильмов, пользовавшихся значительным успехом у итальянских зрителей и за рубежом, но и благодаря своей гражданской позиции. В дополнение к «Оскару» за лучший фильм на иностранном языке и «Золотому глобусу» за фильм «Новый кинотеатр "Парадизо"», Торнаторе был удостоен четырех Давид ди Донателло как лучший итальянский режиссер: в 1996 году за фильм «Фабрика звёзд»; в 1999 году за «Легенду о пианисте»; в 2007 году за «Незнакомку» и в 2013 году за «Лучшее предложение».

## Биография

### Начало карьеры
Родился в Багерии, в провинции Палермо, 27 мая 1956 года, сын Пеппино Торнаторе, члена Всеобщей итальянской конфедерации труда. С самого раннего возраста проявлял сильный интерес к драматическому искусству и режиссуре. Уже в шестнадцать лет руководил постановками произведений Луиджи Пиранделло и Эдуардо Де Филиппо. С отличием окончил классическую среднюю школу Франческо Скадуто в Багерии. Прежде чем полностью посвятить себя кино, посетил несколько лекций на филологическом факультете в Палермо. Начав свой творческий путь с работы в театре, он позже приблизился к миру кино через документалистику и телевидение: в частности, документальный фильм Il carretto. Immagini di un’antica cultura (1979). В 1979 году он был избран городским советником в Багерии, выдвинутый Итальянской коммунистической партией. Его дебют состоялся на RAI 5 марта 1981 года с документальным фильмом Ritratto di un rapinatore.
Затем, для сицилийского отделения итальянского телеканала Rai 3, Торнаторе снял Incontro con Francesco Rosi (1981), Le minoranze etniche in Sicilia (1982 год, лауреат премии на фестивале Салерно), Diario di Guttuso (1982) и Scrittori siciliani e cinema: Verga, Pirandello, Brancati e Sciascia (1983). В 1984 году на съёмках «Сто дней в Палермо» Торнаторе работал с Джузеппе Феррара, став для его фильма продюсером, одним из сценаристов, а также вторым режиссёром. Два года спустя он дебютировал как режиссер на большом экране с фильмом «Каморрист», основанным на одноименном романе Джузеппе Марраццо, сосредоточенном на истории знаменитого босса каморры Раффаэле Кутоло (в фильме он носит прозвище «Профессор»).
Фильм был хорошо встречен как зрителями, так критиками, а Торнаторе выиграл «Серебряную ленту» за лучший режиссёрский дебют. Знакомство Торнаторе с известным продюсером Франко Кристальди привело к созданию фильма "Новый кинотеатр «Парадизо», который с громким успехом пронёсся по всему миру, даруя международную известность режиссеру, обычно демонстрировавшему определённую сдержанность. После некоторых непредвиденных событий, среди которых имеют место различные сокращения и закрытие показов по прошествии лишь первых выходных во всех итальянских кинотеатрах, не считая Мессины (кинотеатр «Аврора»), фильм получил Гран-при на Каннском кинофестивале и «Оскар» за лучший фильм на иностранном языке.

### Успехи после «Оскара»
В 1990 году Джузеппе Торнаторе снял фильм «У них всё хорошо» о путешествии сицилийского отца в поисках своих детей, разбросанных по всей Италии, в котором играет Марчелло Мастроянни (одна из его последних ролей). В 1991 году в сотрудничестве с другими режиссёрами поучаствовал в создании фильма «Особенно по воскресеньям», а именно — новелла «Синий пёс». В 1994 году снял фильм «Простая формальность», представленный на конкурсе на Каннском кинофестивале, в котором можно увидеть радикальные изменения в стиле режиссёра. В фильме представлены две международные звезды, такие как режиссёр Роман Полански (в качестве актёра) и Жерар Депардьё. В 1995 году Торнаторе вернулся к документальному кино, а именно «Щит и три меча», в котором он показывает «свою» Сицилию. Также в 1995 году он снял фильм «Фабрика звёзд», с Серджио Кастеллитто в главной роли «вора снов».
Фильм завоевал Давид ди Донателло и премию «Серебряная лента» за лучшую режиссуру, а также Особый приз жюри на Венецианском кинофестивале. Фильм также является номинантом на премию «Оскар» за лучший фильм на иностранном языке. Впечатлившийся монологом из «Novecento» Алессандро Барикко, Торнаторе немедленно начал думать об его адаптации для фильма. После долгого вынашивания идеи, свет увидел фильм «Легенда о пианисте», саундтрек для которого написал Эннио Морриконе, а главную роль исполнил английский актёр Тим Рот. Этот фильм также получил несколько призов: Давид ди Донателло, L’Efebo d’oro (1999), Ciak d’Oro за режиссуру и две «Серебряные ленты», одну за режиссуру и одну за сценарий. 2000 год — фильм «Малена», в главной роли с Моникой Беллуччи, который представляет собой совместное итальяно-американское производство и в котором, опять же, звучит музыка Морриконе.

### Возвращение на экран
После пятилетнего перерыва, в 2006 году, Джузеппе Торнаторе снял фильм «Незнакомка», завоевавший три награды Давид ди Донателло. Фильм был выбран для представления Италии на церемонии вручения «Оскар» в 2008 году для отбора в номинации лучший фильм на иностранном языке. В 2007 году он поставил рекламный ролик для Monte dei Paschi di Siena, созданный агентством Catoni Associati. В том же году, во время церемонии «Оскар», Торнаторе представил свой короткометражный фильм, посвященный 50-летию номинации «лучший фильм на иностранном языке», который представляет собой монтаж фильмов, участвовавших в этой номинации в прошлые годы.
В 2009 году Торнаторе снял фильм «Баария» (сицилийское название его родной Багерии), сюжет которого основывается на той части жизни режиссёра, что прошла в его родном городе. Фильм, выпущенный 25 сентября, открыл 66-й Венецианский кинофестиваль на официальном конкурсе. Антививисекционный союз в роли юридического компонента «Комиссии по обзору фильмов» критиковал выбор Торнаторе убить животное посредством потери крови, не прибегая к помощи спецэффектов или методам снятия боли в Италии. Хотя эта сцена была снята на территории Туниса. Фильм был предварительно выбран в качестве фильма для представления Италии на «Оскаре» в 2010 году, но он не прошёл последующие выборы и не дошел до финального этапа. Также Торнаторе опубликовал книгу «Баария, фильм моей жизни», для RCS MediaGroup.

### 2010-е
1 декабря 2010 года Джузеппе Торнаторе получил докторскую степень в области телевидения, кино и новых медиа в Миланском университете IULM. В 2011 году был награждён премией Федерико Феллини 8 1/2 за художественное мастерство на международном кинофестивале в Бари. В том же 2011 году он снял хвалебный короткометражный фильм для сети ресторанов Esselunga. В 2013 году Торнаторе выпустил свой следующий фильм «Лучшее предложение» с Джимом Стерджессом, Дональдом Сазерлендом и Джеффри Рашем. Фильм снимался в Больцано, Вене, Триесте, Парме, Милане, Праге и в сельской местности недалеко от Рима. Картина получила многочисленные награды в Италии и за её пределами. В 2013 году Торнаторе участвовал в предпроизводстве нового фильма, вновь спродюсированного киностудией Paco Cinematografica S.r.l., съёмки которого должны были начаться только в феврале 2014. Фильм, выпущенный в 2016 году, хорошо принятый публикой и получивший название «Двое во вселенной», рассказывает историю любви «на расстоянии» между студенткой, сыгранной Ольгой Куриленко и великим профессором, роль которого исполнил Джереми Айронс.
В 2014 году Торнаторе участвовал в создании документального фильма «Рождён в U.S.E.», совместно с продюсером Ренцо Росселлини (младшим) и режиссёром Мишель Диома, выбранном RAI для празднования 120-летия со дня рождения кино, в котором последний раз появился на экране Франческо Рози.

## Фильмография
| Год  |     | Русское название                          | Оригинальное название                | Роль                |
| ---- | --- | ----------------------------------------- | ------------------------------------ | ------------------- |
| 1984 | ф   | Сто дней в Палермо                        | Cento giorni a Palermo               | сценарист           |
| 1986 | ф   | Каморрист                                 | Il camorrista                        | режиссёр, сценарист |
| 1989 | ф   | Новый кинотеатр «Парадизо»                | Nuovo Cinema Paradiso                | режиссёр, сценарист |
| 1990 | ф   | У всех всё в порядке                      | Stanno tutti bene                    | режиссёр, сценарист |
| 1991 | ф   | Особенно по воскресеньям (одна из новелл) | La domenica specialmente             | режиссёр, сценарист |
| 1994 | ф   | Чистая формальность                       | Una pura formalità                   | режиссёр, сценарист |
| 1995 | ф   | Фабрика звёзд                             | L’uomo delle stelle                  | режиссёр, сценарист |
| 1998 | ф   | Легенда о пианисте                        | La leggenda del pianista sull’oceano | режиссёр, сценарист |
| 2000 | ф   | Малена                                    | Malèna                               | режиссёр, сценарист |
| 2006 | ф   | Незнакомка                                | La sconosciuta                       | режиссёр, сценарист |
| 2009 | ф   | Баария                                    | Baarìa — La porta del vento          | режиссёр, сценарист |
| 2013 | ф   | Лучшее предложение                        | The Best Offer                       | режиссёр, сценарист |
| 2016 | ф   | Двое во вселенной                         | La corrispondenza                    | режиссёр, сценарист |
| 2021 | док | Эннио. Маэстро                            | Ennio - The Maestro                  | режиссёр, сценарист |